# Tinie Tempah
Patrick Chukwuemeka Okogwu (Londres, Inglaterra, 7 de noviembre de 1988), más conocido por su nombre artístico Tinie Tempah, es un rapero, compositor y productor discográfico británico de origen nigeriano. Sus temas más reconocidos son “Written In The Stars” (el cual es el tema de WrestleMania XXVII), “Girls Like”, “Pass Out”, "Frisky", “Miami 2 Ibiza”, “Invincible”, “Till I'm Gone” y “Not Letting Go”.

## Primeros años
Nació en Londres pero sus padres son nigerianos. Estudió en la escuela católica de St. Paul School, en Abbey Wood y después se fue a estudiar a San Francisco.
Tiene un hermano y dos hermanas, todos menores que él.

## Carrera profesional

### Inicios
En el 2006, Tinie ganó en un programa británico de música, con su canción “Wifey Riddim” y a finales del 2007, colaboró en “Perfect Girl”. En 2008, publicó “Tears”, sacado en su CD “Hood Economics”. Tinie, estuvo de gira con Chipmunk en 2009.
En octubre de 2009, anunció su firma con la discográfica Parlophone. Su primer sencillo fue “Pass Out”.

### 2010–2011: Suceso yDisc-Overy
Lanzó su primer sencillo con Parlophone en febrero de 2010, “Pass Out”, con el que llegó a los números uno y del que vendió alrededor de unas 92.000 copias, haciendo de este su primer número 1, que se mantuvo durante dos semanas consecutivas.  Más tarde llevaría a cabo "Pass Out", el 25 de junio de 2010 en Glastonbury, en el escenario Pirámide con Snoop Dogg.
El 6 de junio,  anunció su nuevo sencillo “Frisky”, entrando en el UK Singles Chart en el número 2.  apoyó a Rihanna en cuatro ocasiones (en Londres el 11 de mayo, en Nottingham el 14 de mayo, y en Glasgow los días 19 y 20 de mayo) en su gira por el Reino Unido con Tinchy Stryder y Pixie Lott. También estuvo de gira con Mr Hudson, en mayo de 2010.
Lanzó su tercer sencillo en septiembre de 2010, “Written in the stars”, que vendió más de 150.000 copias en la primera semana. Es su sencillo más vendido hasta la fecha.
Tinnie colaboró con Swedish House Mafia en su cuarto sencillo “Miami 2 Ibiza”, que fue lanzado el 1º de octubre de 2010. Esto continuó hasta alcanzar un máximo del número 4 en el UK Singles Chart y su primer número 1 en los Países Bajos en el Mega Sencillo Top 100. A finales de 2012 y principios del 2013,  colaboró con Calvin Harris en la canción Drinkin' From The Bottle.
Lanzó su álbum debut en octubre de 2010, que incluía todos sus éxitos anteriores. 
En octubre de 2010, comenzó su gira por Reino Unido.
Él ganó por primera vez dos premios en los MOBO Arwards en octubre.
Su quinto sencillo fue lanzado en diciembre de 2010, “Invencible”.
El 17 de julio de 2011 participó en el Festival Internacional de Benicàssim (FIB) con su disco "Disc-Overy" del cual hubo más de 200.000 asistentes, ya que es uno de los festivales de música más prestigiosos de Europa.

## Premios y nominaciones
| Año  | Ceremonia               | Categoría                            | Trabajo nominado              | Resultado |        |
| ---- | ----------------------- | ------------------------------------ | ----------------------------- | --------- | ------ |
| 2010 | MOBO Awards             | Mejor debutante                      |                               | Ganador   | [ 3 ]  |
| 2010 | MOBO Awards             | Mejor video                          | "Frisky"                      | Ganador   | [ 3 ]  |
| 2010 | MOBO Awards             | Mejor actuación UK                   |                               | Nominado  | [ 3 ]  |
| 2010 | MOBO Awards             | Mejor canción                        | "Pass Out"                    | Nominado  | [ 3 ]  |
| 2010 | 4Music Video Honours    | Hottest Boy                          |                               | Nominado  | [ 4 ]  |
| 2010 | 4Music Video Honours    | Hottest Hook-up                      | "Frisky" (featuring Labrinth) | Nominado  | [ 4 ]  |
| 2010 | 4Music Video Honours    | Hottest Boy                          |                               | Nominado  | [ 4 ]  |
| 2010 | MP3 Music Awards        | Premios urbanos UGG / Garage / Grime | Urban / Garage / Grime        | Ganador   | [ 5 ]  |
| 2010 | Urban Music Awards      | Mejor debutante                      |                               | Ganador   | [ 3 ]  |
| 2010 | Urban Music Awards      | Mejor video                          | "Frisky"                      | Nominado  | [ 3 ]  |
| 2010 | Urban Music Awards      | Mejor actuación de Hip-Hop           |                               | Ganador   | [ 3 ]  |
| 2010 | Urban Music Awards      | Mejor colaboración                   | "Pass Out"                    | Ganador   | [ 3 ]  |
| 2010 | BT Digital Music Awards | Artista revelación del año           |                               | Nominado  | [ 6 ]  |
| 2010 | BT Digital Music Awards | Mejor artista masculino              |                               | Nominado  | [ 6 ]  |
| 2010 | BT Digital Music Awards | Mejor debutante                      |                               | Ganador   | [ 6 ]  |
| 2010 | BT Digital Music Awards | Mejor video                          | "Pass Out"                    | Nominado  | [ 6 ]  |
| 2010 | BT Digital Music Awards | Mejor canción                        | "Pass Out"                    | Nominado  | [ 6 ]  |
| 2010 | UK Festival Awards      | Artista revelación                   |                               | Nominado  | [ 7 ]  |
| 2010 | MTV Europe Music Awards | Best UK and Ireland New Act          |                               | Nominado  | [ 8 ]  |
| 2011 | South Bank Awards       | Pop Music                            | "Disc-Overy"                  | Nominado  | [ 9 ]  |
| 2011 | Brit Awards             | Mejor chico británico                |                               | Ganador   | [ 10 ] |
| 2011 | Brit Awards             | Mejor revelación                     |                               | Nominado  | [ 10 ] |
| 2011 | Brit Awards             | Mejor sencillo                       | "Pass Out"                    | Ganador   | [ 10 ] |
| 2011 | Brit Awards             | Álbum del año                        | "Disc-Overy"                  | Nominado  | [ 10 ] |

## Discografía
- Disc-Overy (2010)
- Demonstration (2013)